# Castro de San Cibrao de Las
El Castro de San Cibrao de Las, también conocido como A Cidade (traducido del gallego: «La Ciudad»), Lambrica, Lansbrica, Lanobrica o Lansbricae es uno de los poblados fortificados españoles en proceso de excavación de mayor tamaño entre los localizados en Galicia, situado entre los términos municipales de Pungín y San Amaro, en la provincia de Orense. Del resultado de los estudios arqueológicos se puede observar un periodo de ocupación continuada que abarca desde el siglo II a. C. hasta el siglo II, y con posibles ocupaciones esporádicas más tardías.
Por su tamaño puede ser comparado con el Castro de Santa Tecla, situado en el ayuntamiento pontevedrés de La Guardia y con las Citanias del norte de Portugal, poblados de la cultura castreña que se caracterizan por su avanzado estado de romanización (aculturación) y sus grandes dimensiones. Entre los exponentes más significativos se pueden citar la Citania de Briteiros, el Castro de Mozinho y el Castro de Sanfíns.

## Situación

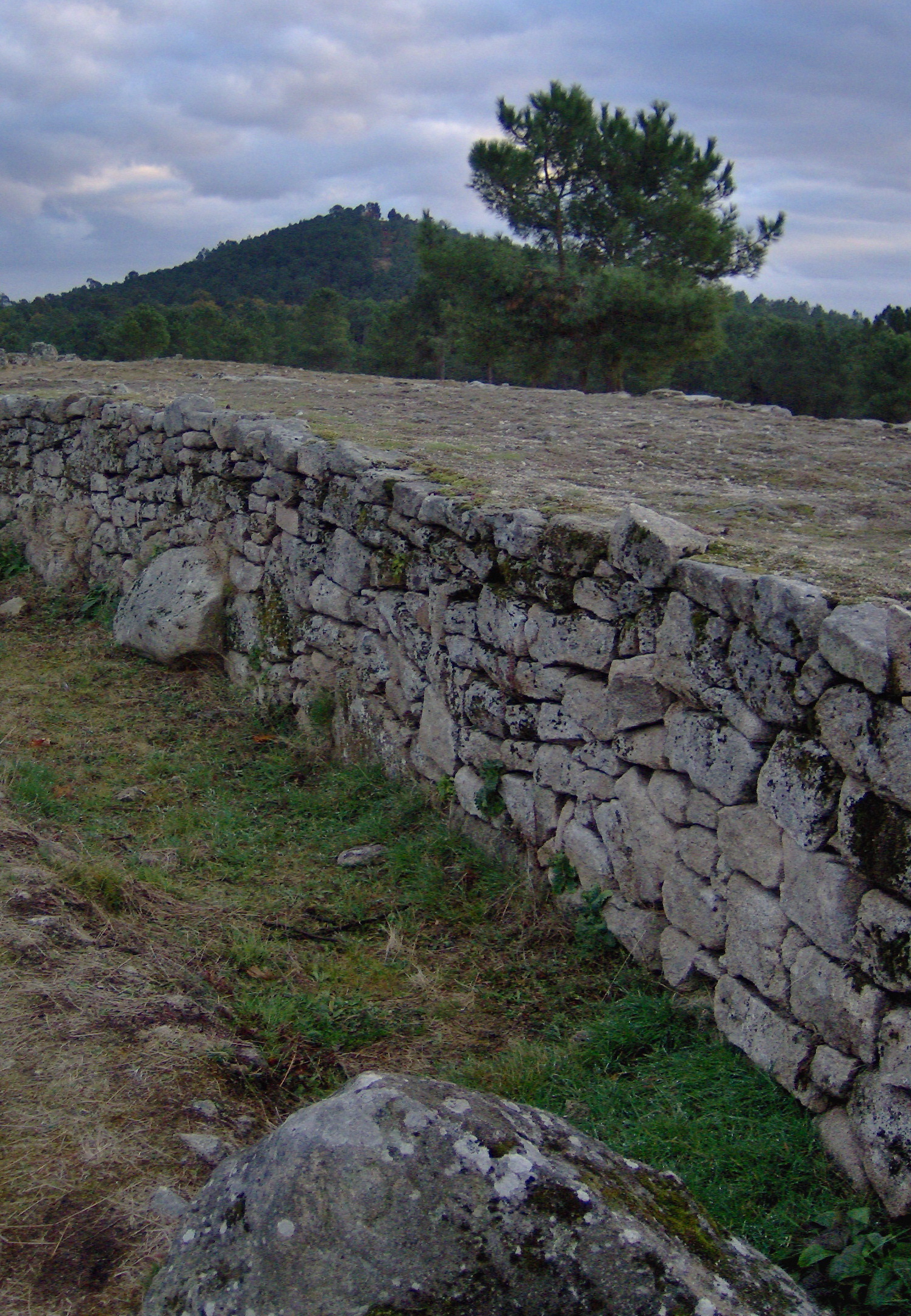
El Monte de San Trocado, visto desde el castro.

Está situado a 18 km de la ciudad de Orense, ocupando terrenos que pertenecen a los ayuntamientos de Pungín y de San Amaro, en la parroquias de San Xoán de Ourantes, en el ayuntamiento de Pungín y en la parroquia de San Cibrao de Las, en el ayuntamiento de San Amaro, respectivamente, en el extremo de las llanuras de Las y de Eiras.
Se emplaza sobre una pequeña elevación, a 473 m s. n. m., al lado del dominante Monte de San Trocado, de 550 m s. n. m., en el que también se encontraron restos de un castro de un período inicial de la cultura castreña. El monte San Trocado impide el contacto visual directo del río Miño desde el castro. Este contacto visual sí que se mantiene con los castros vecinos de Santa Ádeda, el de Trelle o el castro de Coto do Castro (en el "Chan da Ferradura"). El castro se localiza en un punto de difícil defensa, en una pequeña llanura con pronunciadas pendientes por el este, algo menores por el norte y suaves por el oeste y por el sur.

## Excavaciones arqueológicas
El estudio de este castro empezó con una primera visita al yacimiento por parte de Florentino López Cuevillas y Vicente Risco en el año 1921. La impresión extraída de la observación en esta visita les condujo a solicitar los correspondientes permisos para realizar una excavación oficial. Estos permisos fueron otorgados al año siguiente.[cita requerida]

### Primeras excavaciones (1922 — 1925)
De este modo, en el año 1922, López Cuevillas dirigió la realización de unas primeras catas en el recinto más interior, que dieron como resultado el descubrimiento de los bases de una construcción de planta cuadrangular. También demostraron que el centro estaba delimitado por una muralla simple. Estos trabajos continuaron hasta el año 1925 y se centraron en la zona sureste del castro. En esa zona dejaron al descubierto construcciones de diversas tipologías: de planta elíptica, circular, ovalada, rectangulares y cuadradas, además de la fuente o cisterna. Estas campañas procuraron obtener una definición del conjunto del yacimiento.

### Segundas campañas (1948 — 1950)
Desde el año 1948 Xaquín Lorenzo, con la colaboración y orientación de Cuevillas, dirigió dos campañas en las que se trabajó en el centro y donde se descubrieron construcciones circulares y rectangulares junto con las portas de la muralla interior. En el perímetro excavaron en el sector de poniente y exploraron la segunda muralla y el foso delantero, además de reexcavar la fuente-aljibe.

### Abandono e inicio de la etapa de recuperación y limpieza
En el año 1953 los asistentes al 3.º Congreso Nacional de Arqueología visitan el yacimiento y reconocen su importancia y monumentalidad. A pesar de este reconocimiento, no se impidió que se sucedieran años de abandono y depredaciones del yacimiento. Poco tiempo más tarde, la denuncia y eficaz gestión de Xesús Ferro Couselo paralizó la masiva extracción de piedra del yacimiento, que se estaba llevando a cabo para utilizarla como grava para el acondicionamiento de las calles de Carballino y alrededores.
En el año 1980, cuando se estaba construyendo un campo de fútbol al lado del castro, se encontró un yacimiento paleolítico. Desde este momento se realizaron trabajos de mantenimiento y limpieza del conjunto dando comienzo a una etapa de lenta recuperación.
Los hallazgos de materiales durante estas excavaciones se encuentran en el Museo Arqueológico Provincial de Orense.

### 1980 hasta la actualidad
Desde el año 1980 se llevaron a cabo labores de consolidación de las estructuras ya excavadas anteriormente y nuevas campañas de excavación en la zona este se llevaron a cabo, ata ese momento muy poco estudiada, en las que se destaparon gran cantidad de estructuras habitacionales. Al mismo tiempo se siguen ampliando las construcciones excavadas en la zona oeste.
Para el año 2009 se tiene previsto la finalización de las obras del Centro de Interpretación de la Cultura Castreña de San Cibrao de Las, que contará con una gran exposición estable e otra sala a mayores para albergar exposiciones temporales.

## Descripción

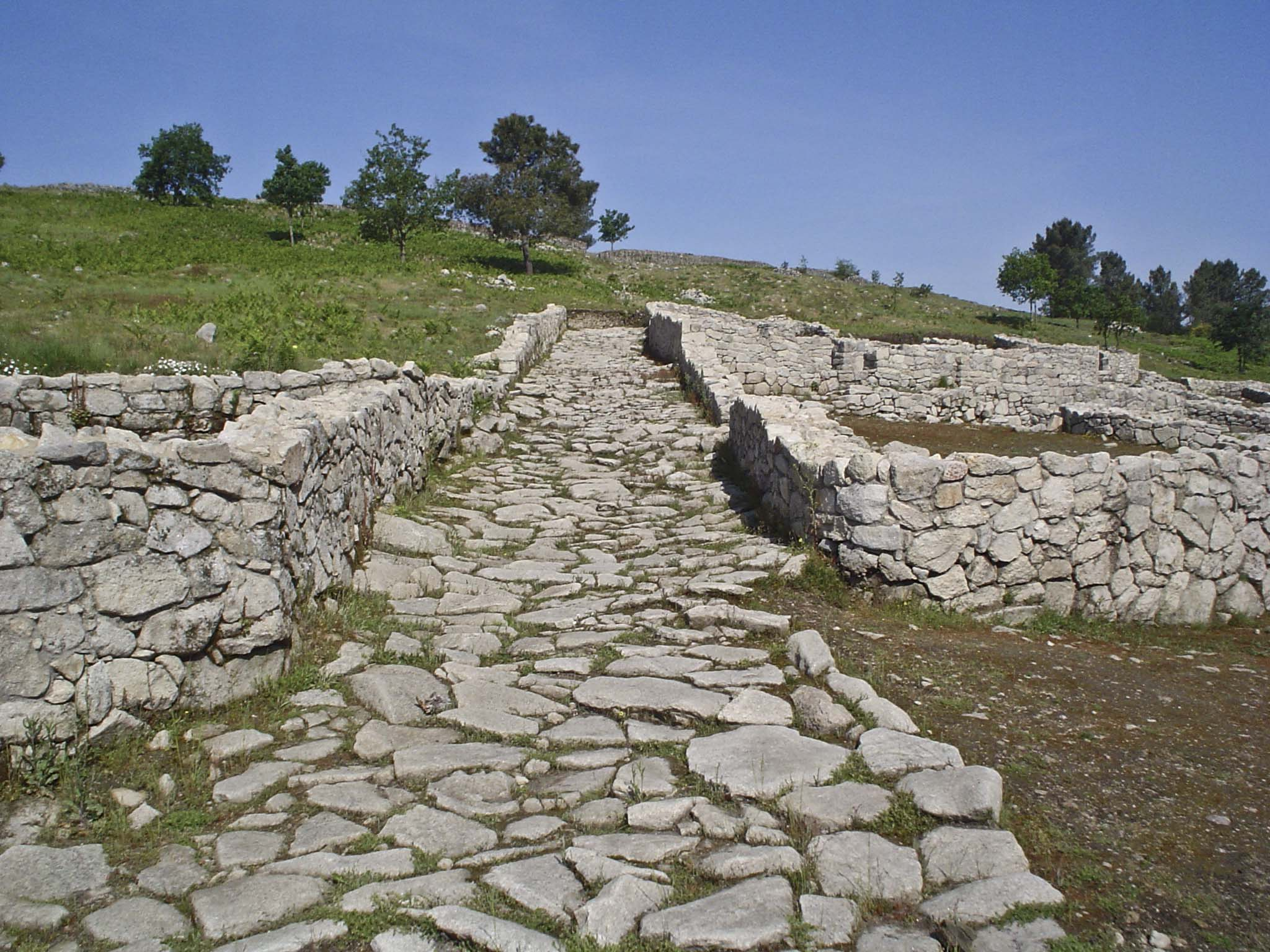
Calle transversal principal enlosada de subida a la puerta este de la acrópolis del castro.

Atendiendo a su tipología, se puede afirmar que se trata de un yacimiento correspondiente a la etapa final de la cultura castreña, en la que el proceso de romanización configuró una sociedad con una cultura definida, la conocida también como cultura galaico-romana, en la que el sistema social preexistente está en un proceso de cambio y adaptación al sistema romano, de modo que ambas culturas se mezclan.
Por otra parte, en el cercano Castro de San Trocado, situado en el Monte de San Trocado, se realizaron una serie de hallazgos, que conllevan a rechazar la posibilidad de una ocupación al mismo tiempo que la de San Cibrao de Las. Al Castro de San Trocado se le sitúa en una cronología cercana a los siglos VI y V a. C., correspondiendo al período inicial o de formación de la cultura castreña.
Su nombre original (Lansbricae) apareció en una de las tres inscripciones encontradas. Una en la puerta de poniente del recinto central, fragmentada; otra, breve y sobre la superficie de una piedra, en la acrópolis, con una dedicatoria a Iuppiter; y la tercera, dedicada a Bandua Lansbricae, que junto a los documentos medievales, permite conocer el nombre del poblado.
La ciudad se sitúa en un punto de difícil defensa natural, por lo que necesitó de fuertes y extensos dispositivos de defensa. Desde el emplazamiento se tiene una amplia vista de los valles que la rodean y mantiene contacto visual con los castros de Santa Ádega y el de Trelle, así como la Sierra de San Mamede, el monte Faro, la Pena Corneira o los altos do Vieiro, por lo que el dominio sobre el territorio estaba garantizado, junto con la cercanía a las tierras de fácil cultivo y a la explotación minera de Laias, donde la obtención de oro tuvo gran importancia.

### Dimensiones
Se trata de un castro de grandes dimensiones, a imagen y semejanza de los castros del sur de Galicia y el norte de Portugal, como el Castro de Santa Trega o las citanias de Sanfins, Mozinho, Ancora o Briteiros. El paralelismo con estos poblados también se extiende al trazado casi ortogonal de su ordenación urbana, sistema considerado producto evolutivo producido por la influencia del proceso romanizador.
El castro se estructura en dos recintos amurallados de forma elíptica casi concéntricos, con un ligero alargamiento en el eje noreste - suroeste, con unas dimensiones de 294 m del eje Este-Oeste y de 420 m del eje mayor. De este modo, la superficie intramurallas es de 95.900 m², distribuidos en 8.750 m² de acrópolis y 87.150 m² de anteacrópolis.

### Sistemas defensivos

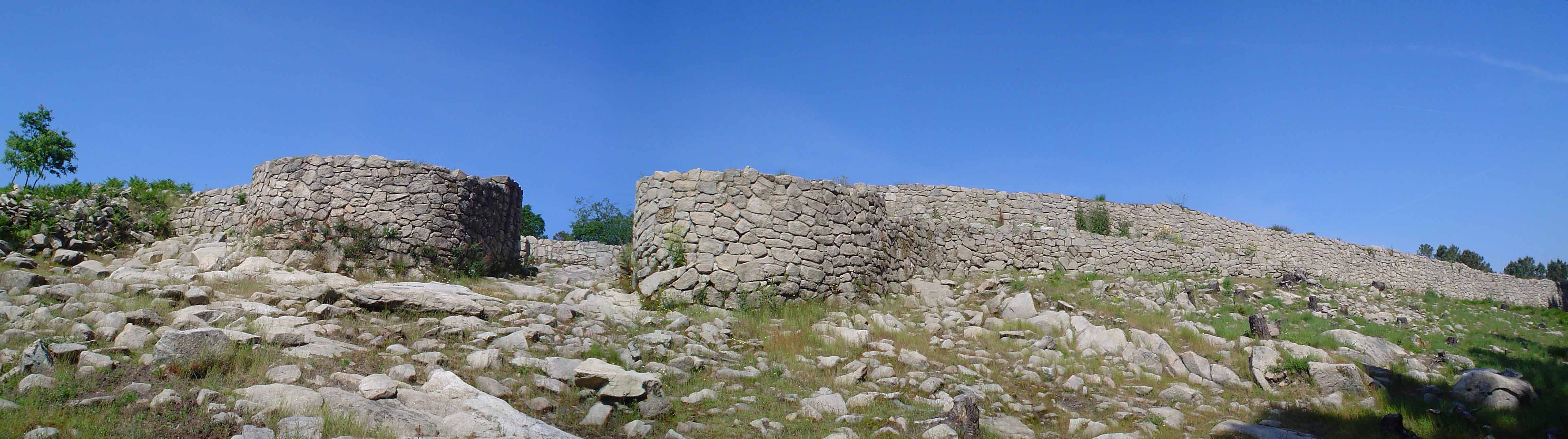
Puerta principal de la anteacrópolis y torreones circulares situados al este.

Dos son los recintos amurallados, el exterior, reforzado con una tercera muralla con su foso y un parapeto (en el lado oeste) a excepción del lado este, que es más pronunciado:

#### Muralla interior
La acrópolis está delimitada por una muralla conformada por material granítico de la zona, contando con un espesor medio de 3 m. En su parte superior podría haber existido un paseo de ronda enlosado. al que se accedería por medio de pasos situados lateralmente en el interior de la muralla y por escaleras de diversa tipología, de uno o dos derrames, empotradas en el muro. La diversidad de escaleras de acceso a las murallas es algo presente en todo el sistema defensivo.

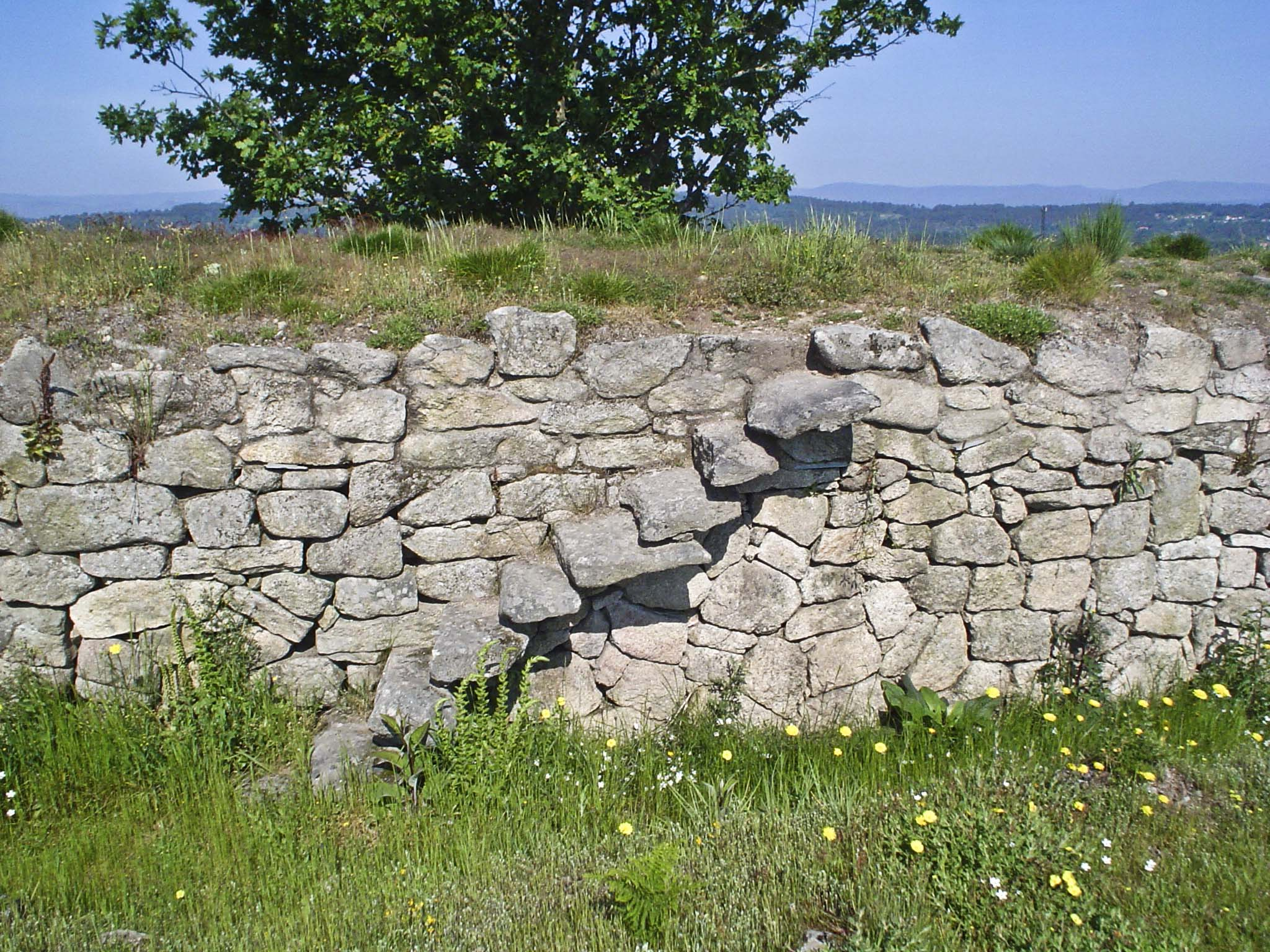
Escalera de acceso a la muralla de la acrópolis. En la muralla se puede observar el sistema de colocación poligonal de los cachotes (e incluso en forma de espina de pescado) característico de los castros y los vestigios de las reconstrucciones.

Esta muralla dispone de aperturas, en forma de puertas, defendidas por cubos en el eje oeste - este. En los cubos de la puerta este, que fue excavada en el año 1982, hay dos cuerpos de grada abiertos y rectangulares dentro de dos torreones. Esta puerta cuenta con un paso enlosado a modo de escalón.
En la puerta oeste solo hay un cuerpo de guardia menos desarrollado, en el que se encontró un fragmento de inscripción de difícil interpretación (...MI /...VLE/). Flanqueada por dos cubos, el de la derecha semicircular y adosado sobre la muralla y alargado el de la izquierda, cuando fue excavada en el año 1948 disponía de una altura de tres metros y medio.

#### Murallas exteriores
El segundo recinto o anteacrópolis está delimitado en casi su totalidad (a excepción del sureste y del levante) por dos murallas con sus respectivos fosos excavados, y reforzadas en algunas zonas con un parapeto exterior. Estas murallas se abren en tres puertas, al oeste, al este y al sur. Todas ellas cuentan con torreones de flanqueo, algunos de ellos con cuerpos de guardia.
En la zona de la puerta oeste exterior el escaso declive del terreno no facilitaba la defensa lo que obligó a que el poblado de San Cibrao de Las dispusiese una acumulación de líneas defensivas. La muralla alcanza en este punto los seis metros de espesor, y tiene un grosor medio de tres metros. La muralla no se asienta directamente sobre la piedra base sino que lo hace sobre una capa que no sobrepasa los quince centímetros, capa que favorecía la evacuación de aguas evitando que la muralla se debilitase. Está construida por dos paramentos de material granítico poligonal.
La puerta exterior este es de similares características a las observadas en las anteriores puertas.

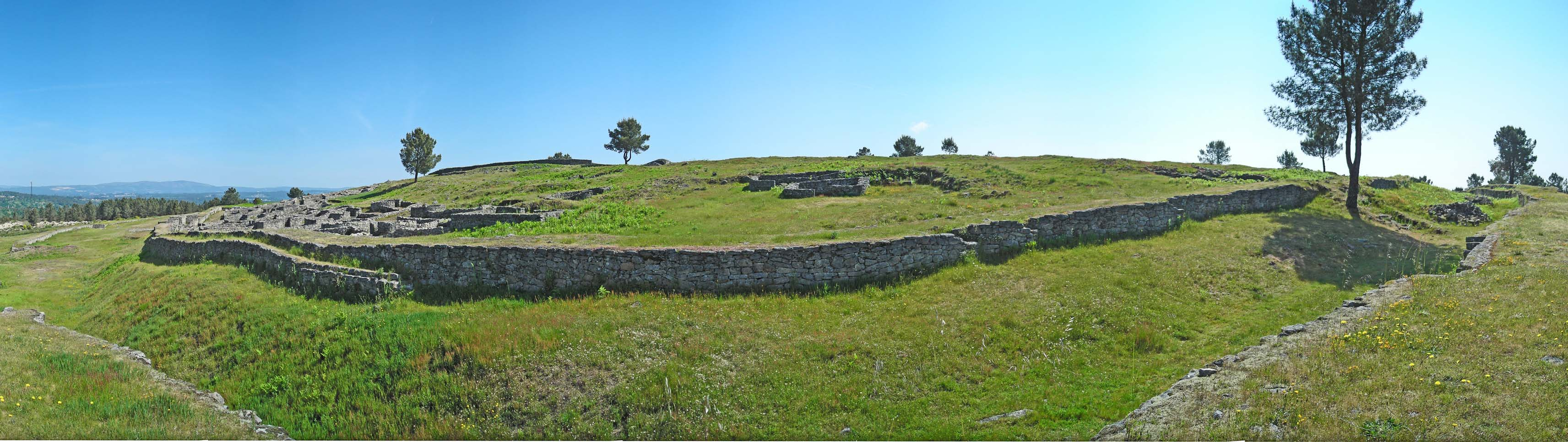
Murallas exteriores del sur y foso que lleva hacia la puerta sur.

La puerta exterior sur se asienta sobre la piedra granítica y conserva el testimonio del rodaje de los carros. La flanquean dos torreones adelantados en los que no se aprecian cuerpos de guardia. Esta puerta se abre hacia un amplio foso situado entre esta y la segunda muralla exterior.

#### Tercera línea de muralla
Arranca desde casi la puerta oeste exterior y llega 60 m más allá de la puerta sur, cerrándose sobre la segunda muralla.
Por la forma y características de las murallas del sur, se cree que la puerta del sur debió de ser la más antigua del poblado, configurando un acceso fácilmente defendible, ya que obligaba a la entrada al poblado por le foso entre las dos murallas, foso que termina no en la puerta, sino más adelante como posible sistema de engaño

### Acrópolis
En la acrópolis del Castro de San Cibrao de Las se empezaron los trabajos de excavación sistemática en el año 1922 por parte de Cuevillas. Durante la realización de estos trabajos se descubrió, cerca de la puerta, una construcción de planta casi cuadrada hecha con elementos graníticos y pavimentado interior también de granito. Al lado de la muralla, a la derecha de la puerta, se puede observar una inscripción sobre la piedra con el texto IOVI (dedicado a Júpiter).
Años más tarde, Xaquín Lorenzo destapó varias construcciones con plantas de diversas tipologías pero, en contraste con la ordenación de la anteacrópolis, todas ellas estaban aisladas entre sí.
Cabe destacar que en las puertas de entrada, el acceso a la acrópolis se realizaba por medio de escaleras, lo que impediría la posibilidad de que los carros tuviesen acceso directo a ella.

### La anteacrópolis

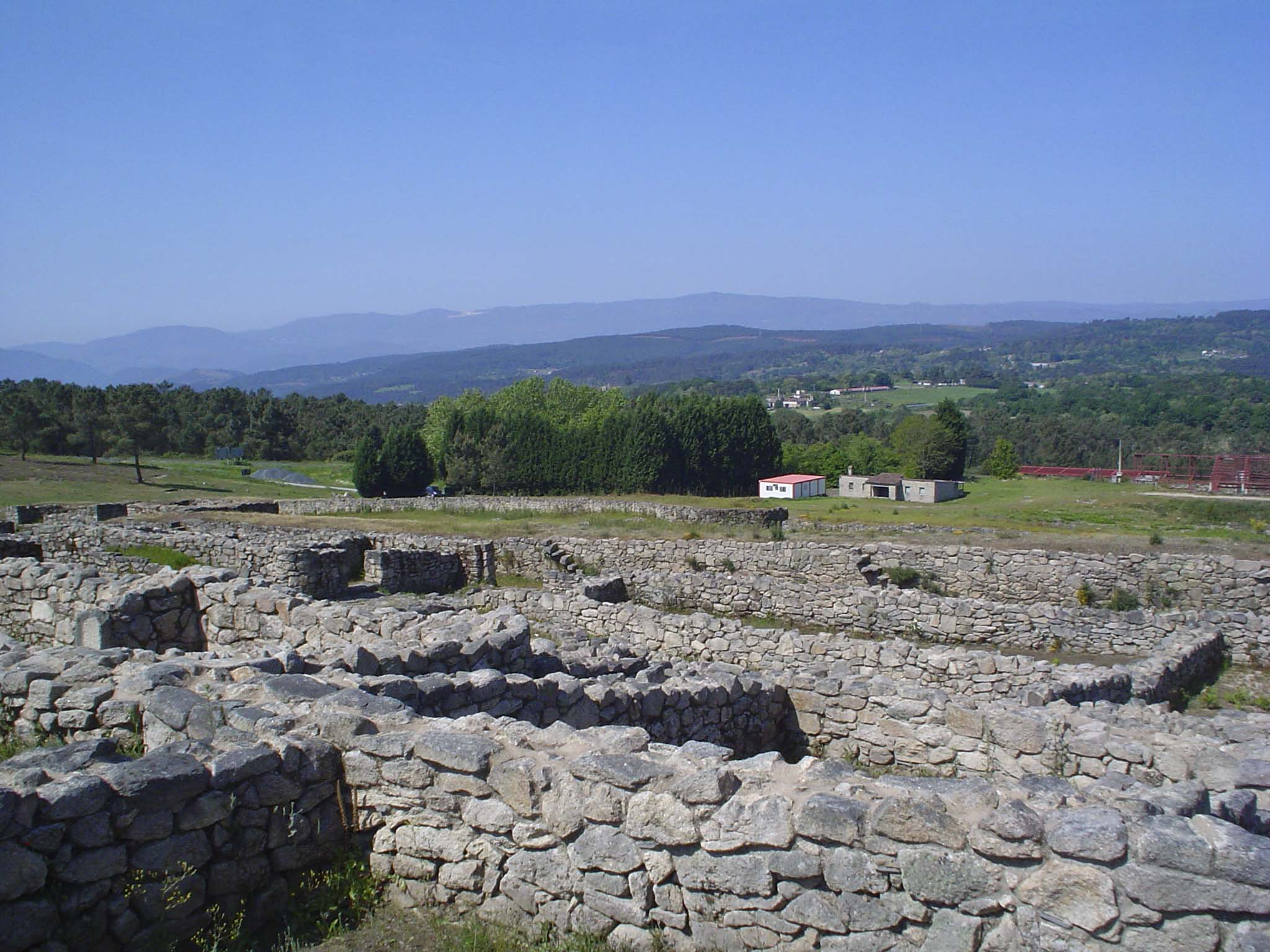
Construcciones de la zona oeste de la anteacrópolis.

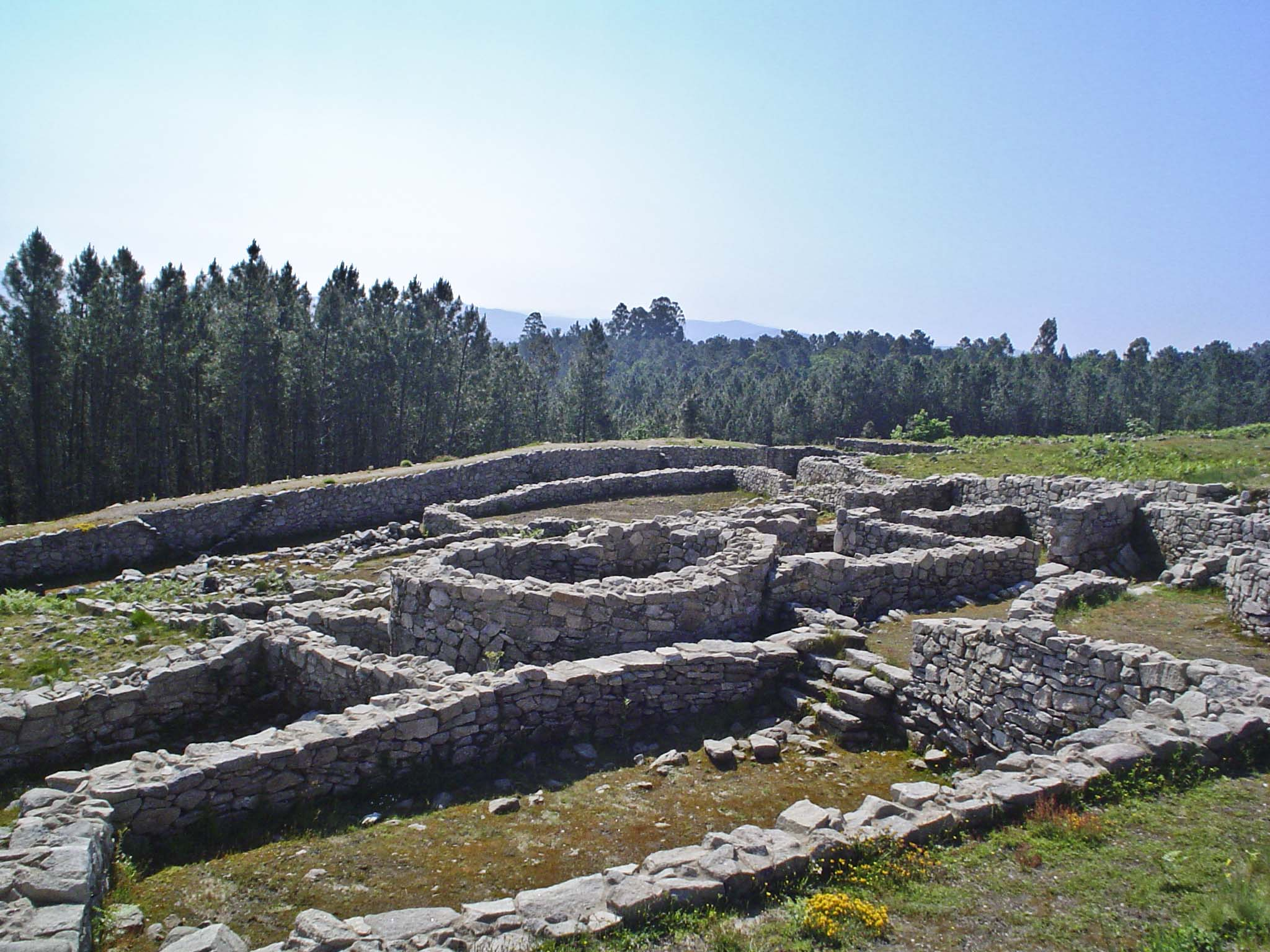
Estructuras de una casa patio con la construcción ovalada como eje vertebrador, en la zona este de la anteacrópolis.

Tanto el sector este (en proceso de excavación) como en el oeste se aprecia una organización espacial en la distribución de las construcciones, conformada por calles perimetrales, algunas con pavimento enlosado, y que discurren a la muralla por su parte interior, y transversales o radiales, distribuyendo las edificaciones en una ordenación ortogonal adaptados al terreno.
En la zona oeste predominan las construcciones de planta rectangular o angular frente a las circulares, que son minoritarias. A los lados de las calles se disponían las construcciones, articuladas en bastantes ocasiones en torno a un espacio, un patio al que se abren distintas construcciones, configurando una estructura conocida como "casas patio". Por otra parte, otras muchas construcciones aparecen aisladas.
En esta zona, la situación del aljibe obligó al retranqueo de la zona de residencia en la intersección de las calles transversales y la perimetral. Una vez superado el aljibe, la calle se acerca a la muralla, dejando un espacio de paso con un ancho regular de cinco metros. Una calle transversal principal progresa hacia el recinto central desde la puerta del oeste.
La zona este de la anteacrópolis está siendo objeto de excavación sistemática por parte de un equipo del Museo Arqueológico Provincial de Orense, y hasta la fecha han sido publicados muy pocos trabajos. Estos trabajos están descubriendo un sistema de construcciones con una organización espacial similar a la ya observada en el lado oeste.
Cerca de la puerta este de entrada a la acrópolis, a su derecha, se descubrió una interesante estructura de planta cuadrada y formada por tres escalones, una especie de pedestal, que recuerda a los tradicionales cruceros, y que quizás sirviera de base para una estatua.
En la zona sur de esta grande anteacroplis, se encuentra el conjunto conocido como Barrio Cuevillas, en homenaje a su descubridor. Cuevillas excavó tres construcciones de plantas circular y ovalada encuadradas por una planta rectangular con 26 m de lado menor y ángulos redondeados.

### Fuente aljibe
Se encuentra situada al lado de la puerta oeste de la anteacrópolis, y es una de las construcciones más singulares de las destapadas en el yacimiento. La zona en la que se sitúa fue modificada en torno al cambio de era, por lo que su sistema de acceso no es de sencilla interpretación. Presenta planta rectangular con un lado menor en forma de ábside, y se cree que originalmente debió estar cubierta por una falsa bóveda. La mina que surte al aljibe tiene un caudal considerable, a pesar de que por sí sola resultaría insuficiente para dar abasto a la totalidad de la población estimada de San Cibrao de Las. En 2008-2009 se terminaron los trabajos de excavación de otra fuente aljibe, esta última en la ladera sureste del castro. De planta irregular, posee escaleras rudimentarias y está situada en la parte exterior de la muralla del castro.

## Hallazgos
Todos ellos se encuentran expuestos en el Museo Arqueológico Provincial de Orense.
- Armamento: Son muy poco numerosos los hallazgos de armas en San Cibrao de Las. Entre ellos destaca uno de los dos puñales de antenas encontrados.

- Ofebrería:Se han encontrado una variada relación de objetos de adorno realizados en bronce: alfileres, prendedores de pelo, colgantes, fíbulas y fivelas (predominando las de tipo omega).

- Monedas:En las diversas excavaciones se han encontrado monedas de bronce con una cronología que va desde los primeros años del siglo I, procedentes de las cecas del valle medio del Río Ebro o de Mérida, y un tesorillo de monedas también de bronce de mediados del siglo IV.

### Inscripciones

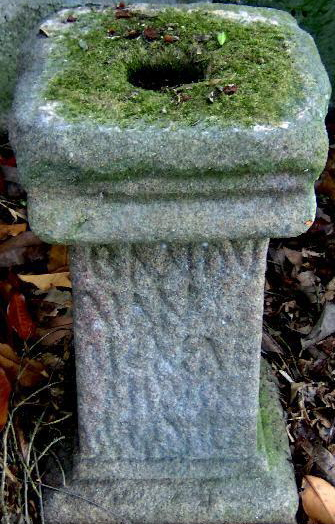
Ara de Eiras.

Se encontraron varias inscripciones hasta la fecha:
1. La encontrada en la excavación del cuerpo de guardia de la puerta de poniente de la muralla central.[4]
2. Una breve dedicatoria a Ivppiter grabada sobre una piedra inmediata a la muralla central en su parte interior.
3. Una inscripción votiva, conocida como Ara de Eiras, de "Aemilivs Rebvrrinvs" a la divinidad "Bandva", cuya procedencia no está suficientemente aclarada, pero que sí se circunscribe claramente al área de influencia territorial del castro, del que se cree que contiene su nombre. No obstante, el topónimo está muy discutido, ya que las diversas lecturas son discrepantes. Se ha leído, entre otras, "Bandua Lansbricae",  "Bandua Alaniobricae" y, más recientemente, "Bandua Lambricae".
4. Otras dos inscripciones encontradas en la campaña de excavación de 2003 en el recinto central del castro, muy cerca de la puerta occidental: SADU/ULAD/V es una de ellas. La otra, una piedra o cipo escrita por dos caras con caracteres poco claros.

## Economía
Lejos de la visión de los castreños como pueblos beligerantes, los habitantes de este poblado desarrollaron una gran variedad de actividades económicas y productivas, principalmente basadas en la caza, ganadería, agricultura y minería, sin olvidarse de la realización de elementos de vestido (actividad textil) y de adorno (ofebrería).

### Minería
La actividad minera pone de manifiesto la importancia de la localización del poblado en relación con la explotación de los yacimientos de Barbantes o Laias en el ayuntamiento de Cenlle o A Grova, donde se ha constatado la existencia de labores mineras desde la antigüedad, e incluso con las un poco más lejanas explotaciones del Puzo do Lago (explotación a cielo abierto localizada en Maside) y otros lugares de explotación de la zona de Carballino y Orcellón.

### Agricultura
Las análisis polínicas de Saa Otero (1988) y el dominio que ejercía el poblado de las llanuras de Las, Loucía, Eiras, A Torre y Vilar muestran la explotación de tierras de fácil cultivo para la producción de cerealia. Junto a este uso también se constató la existencia de amplias zonas de arbolado, principalmente robles cuyas bellotas fueron aprovechadas por los habitantes del pobolado, y con las que harían una harina panificable. En el yacimiento abundan los elementos encontrados que están unidos a la práctica de la molturación, pero no sucede lo mismo con el número de herramientas agrarias encontradas, así como las unidas a las prácticas de la ganadería.

### Actividad textil
La actividad textil en San Cibrao de Las, debió de tratarse de una actividad de cierta importancia en la vida diaria del poblado, si se tiene en consideración los abundantes hallazgos de elementos relacionados con esta industria, como son los pondus (pesas de telar) o las fusayolas.

### Cerámica
Los restos cerámicos son los elementos más abundantes de los encontrados en el yacimiento, como por otra parte suele ser común en los poblados castreños. Por su tipología y características se dividen en dos grandes grupos:
- Cerámica de producción local: con representación de vasijas grandes tipo olla, destinadas al almacenamiento y vasijas de menor tamaño para su uso en el fuego.
- Cerámica de procedencia foránea: esta cerámica permite situar a San Cibrao de Las en los circuitos comerciales de la época. Se encontraron fragmentos de un grupo heterogéneo de recipientes, desde los de gran tamaño, para el transporte principalmente de vino y garum, hasta las vasijas finas de mesa de cerámicas bracarenses y terra sigillata.